# Prix ACM en informatique
Le prix ACM en informatique est un prix annuel décerné par l'Association for Computing Machinery (ACM) depuis 2007, pour honorer « une contribution novatrice fondamentale à mi-carrière d'un chercheur en informatique qui, par sa profondeur, son impact et ses implications générales, illustre les plus grands succès de la discipline. »,. Il portait jusqu'en 2016 le nom de prix ACM-Fondation Infosys en informatique (« ACM-Infosys Foundation in the Computing Sciences »). Le prix est doté de 250 000 $. Le soutien financier est fourni par une donation de la société Infosys. La fondation Infosys continue à attribuer des prix Infosys sous ce nom dans d'autres disciplines, comme les mathématiques, les sciences de la vie, la physique ou les sciences sociales.
En 2016, il a été annoncé que les récipiendaires du prix ACM en informatique étaient invités à participer au Heidelberg Laureate Forum, avec les lauréats des prix Turing, prix Abel, médaille Fields et prix Nevanlinna.

## Lauréats
- 2021 : Pieter Abbeel (en), pour ses contributions à l'apprentissage des robots, notamment l'apprentissage à partir de démonstrations et l'apprentissage par renforcement profond pour le contrôle robotique.
- 2020 : Scott J Aaronson, pour ses contributions révolutionnaires à l'informatique quantique.
- 2019 : David Silver, pour des avancées décisives dans le domaine des jeux sur ordinateur : avec ses collègues, il a développé un algorithme appelé AlphaGo.
- 2018 : Shwetak Naran Patel (en) , pour ses contributions à des systèmes de détection créatifs et pratiques pour la durabilité (surveillance de l'énergie) et la santé.
- 2017 : Dina Katabi, pour son travail révolutionnaire dans le domaine des technologies de détection de présence humaine utilisant des signaux sans fil et de la réduction des interférences sur les réseaux sans fil.
- 2016 : Alexei A. Efros, pour ses approches novatrices, dirigées par les données, en infographie et vision par ordinateur.
- 2015 : Stefan Savage, pour des recherches novatrices en matière de sécurité, de confidentialité et de fiabilité des réseaux qui font apparaître les attaques et les attaquants comme des éléments d'un système technologique, sociétal et économique intégré.
- 2014 : Dan Boneh, pour des contributions novatrices au développement de la cryptographie à base de couplages et son application dans le cryptage basé sur l'identité.
- 2013 : David Blei, pour des contributions à la théorie et à la pratique de la modélisation thématique probabiliste et de l'apprentissage automatique bayésien.
- 2012 : Jeffrey Dean et Sanjay Ghemawat, pour leur leadership dans le traitement scientifique et l'ingénierie des systèmes distribués à l'échelle de l'Internet.
- 2011 : Sanjeev Arora, pour ses apports en complexité informatique, en algorithmique et en l'optimisation qui ont contribué à façonner notre compréhension du calcul.
- 2010 : Frans Kaashoek (en), pour ses contributions marquantes à la structuration, à la robustesse, à l'évolutivité et à la sécurité des systèmes logiciels, permettant des applications efficaces, mobiles et hautement distribuées, et définissant des orientations de recherche importantes.
- 2009 : Eric A. Brewer, pour la conception et le développement de services Internet hautement évolutifs et des innovations dans l'apport des technologies de l'information dans les régions en voie de développement.
- 2008 : Jon Kleinberg, pour ses travaux novateurs en informatique dans des domaines tels que les réseaux sociaux et d'information, la recherche d'information et la science des données, et pour créer des ponts entre le calcul, l'économie et les sciences sociales.
- 2007 : Daphne Koller, pour son travail sur la combinaison de la logique relationnelle et de la probabilité qui permet d'appliquer le raisonnement probabiliste à un large éventail d'applications, y compris la robotique, l'économie et la biologie.